# Ромашина, Татьяна Анатольевна
Татьяна Анатольевна Ромашина (род. 31 января 1960) — советская диктор Центрального телевидения СССР, телеведущая, актриса.

## Биография
Родилась 31 января 1960 года в семье актёра Анатолия Ромашина.
В 1981 году окончила Школу-студию МХАТ (курс В. П. Маркова), но не пошла в актёры, к удивлению отца:

Поначалу я был в полном недоумении от её странного, как я считал тогда, решения. Татьяна окончила Школу-студию МХАТ, её уже приглашали сниматься. И вдруг — изменились все планы. Она приняла участие в конкурсе телевизионных дикторов — успешно его выдержала… Не мне судить о популярности дочери, но, по-моему, зрители её любят.
В 1982—1991 годах работала диктором на Центральном телевидении СССР. Была популярной телеведущей: вместе с Юрием Ковеленовым вела передечу «Песня года-82», вместе с Игорем Кирилловым вела «Голубой огонёк-1983». Снималась в кино. Фото Татьяны Ромашиной вместе с отцом было на обложке журнала «Советский экран» № 17 за сентябрь 1987 года (фото Николая Гнисюка).
В 1988 году вышла замуж, родила ребёнка и вскоре закончила карьеру, жила в Париже, но затем вернулась в Россию.

## Фильмография
- 1981 — Будь здоров, дорогой! — Лена
- 1982 — Красиво жить не запретишь — Марина — главная роль
- 1983 — Человек на полустанке — Стеша, жена Прохора
- 1985 — Валентин и Валентина — эпизод